# Craro Island
Craro Island är en obebodd ö i Argyll and Bute, Skottland. Ön är belägen 2,5 km från Ardminish.